# Єрасх
Єрасх (вірм. Երասխ) — село в марзі Арарат, у центрі Вірменії. Село розташоване на трасі Єреван — Степанакерт, є кінцевою залізничною станцією (Станція Єрасх) на ділянці залізниці, яка веде далі у Нахіджеван, який контролює Азербайджан. Єрасх розташоване на перехресті трьох доріг: на Єреван, Степанакерт та Нахіджеван (не функціонує). Село розташоване за 15 км на південний схід від міста Арарат, за 4 км на південь від села Армаш та за 10 км на південний захід від села Паруйр Севак.